# Peribatodes illicaria
Peribatodes illicaria là một loài bướm đêm trong họ Geometridae.